# محمد الجدی
محمد الجدی (انگلیسی: Mohamed Al-Gadi؛ زادهٔ ۲۲ ژوئن ۱۹۹۰) بازیکن فوتبال اهل لیبی است.
از باشگاه‌هایی که در آن بازی کرده‌است می‌توان به باشگاه فوتبال ویتوریا ستوبال و باشگاه فوتبال سانتا کلارا اشاره کرد.
وی همچنین در تیم ملی فوتبال لیبی بازی کرده‌است.